# Violante do Céu
Violante do Céu (Sóror), ou Violante do Ceo, nascida Violante Montesino (Lisboa, 30 de maio de 1601 ou 1607 - 28 de janeiro de 1693) foi uma religiosa e escritora barroca portuguesa.
Seu pai era Manoel da Silveira Montesino(s) e a mãe Helena da França de Ávila. Professou a 29 de Agosto de 1630 no Convento de Nossa Senhora da Rosa, em Lisboa, convento de monjas da Ordem dos Pregadores, ali vindo a falecer.
Conhecida pelos meios culturais da época como Décima Musa e Fénix dos Engenhos Lusitanos, foi um dos máximos expoentes da poesia barroca portuguesa. Compôs uma comédia para ser representada durante a visita de Filipe III a Lisboa.
Era fluente em português, latim e espanhol. Tocava harpa e cantava.

## Poema
Um de seus poemas conhecidos é Vozes de uma dama desvanecida de dentro de uma sepultura que fala a outra dama que presumida entrou em uma igreja com os cuidados de ser vista e louvada de todos; e se assentou junto a um túmulo que tinha esse epitáfio que leu curiosamente
| “ | Ó tu, que com enganos divertida Vives do que hás-de ser tão descuidada, Aprende aqui lições de escarmentada, Ostentarás acções de prevenida. Considera que em terra convertida Jaz aqui a beleza mais louvada, E que tudo o da vida é pó, é nada, E que menos que nada a tua vida. Considera que a morte rigorosa Não respeita beleza nem juízo E que, sendo tão certa, é duvidosa. Admite deste túmulo o aviso E vive do teu fim mais cuidadosa, Pois sabes que o teu fim é tão preciso. | ” |

## Obras publicadas[1]
- Rimas varias de la Madre Soror Violante del Cielo, religiosa en el monasterio de la Rosa de Lisboa, Rouen, França, 1646
- Romance a Christo Crucificado, 1659
- Soliloquio ao SS. Sacramento, 1662
- Soliloquios para antes, e depois da Comunhao, 1668
- Meditacoens da Missa, e preparacoens affectuosas de huma alma devota e agradecida a vistas das finezas do Amor Divino contempladas no Acro-santo sacrificio da Missa, e memoria da sagrada Paiza de Christo Senhor nosso, com estimulos para o Amor Divino, 1689
- Parnasso Lusitano de Divinos e Humanos Versos, Lisboa, 1733
- La transformación por Dios, 1617
- Santa Engrácia, 1619

## Efemérides
Em 1949 a Câmara Municipal de Lisboa homenageou a escritora dando o seu nome a uma rua junto à Avenida da Igreja, em Alvalade.